# 穆金加·坎邦吉

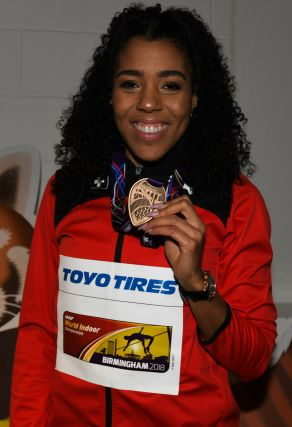
穆金加·坎邦吉

穆金加·坎邦吉（Mujinga Kambundji，1992年6月17日—）是一名瑞士短跑运动员。她在2019年世界田径锦标赛上赢得了200米赛跑项目的铜牌。她的父亲拥有刚果血统，母亲是瑞典人，她是家中四个孩子里的老二，其中妹妹迪塔吉·坎邦吉同样是田径运动员。